# فرودگاه خوآن پابلو پرس آلفونسو

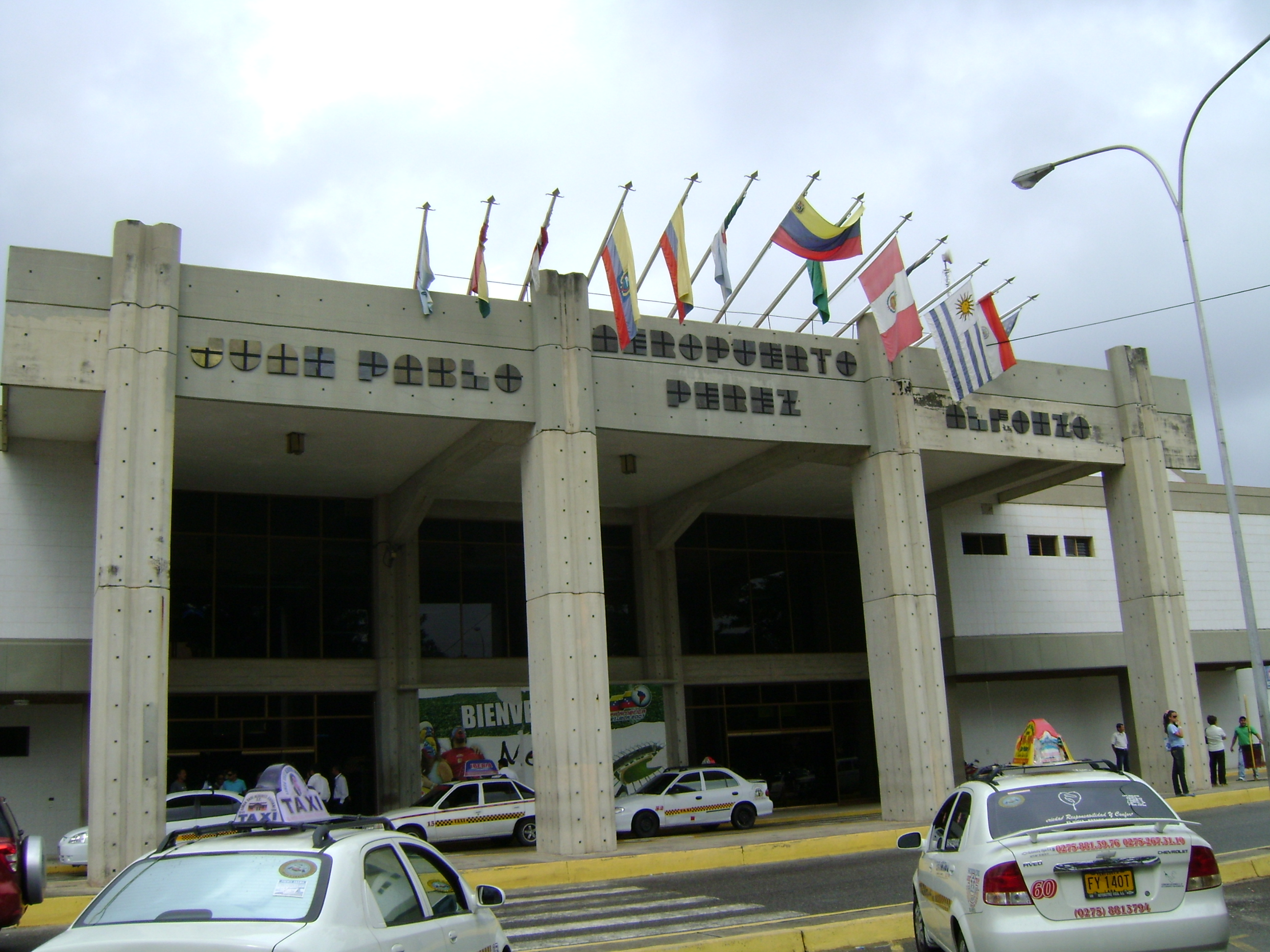
فرودگاه خوآن پابلو پرس آلفونسو

فرودگاه خوآن پابلو پرس آلفونسو (به انگلیسی: Juan Pablo Pérez Alfonso Airport) یک فرودگاه غیرنظامی با کد یاتا VIG است که یک باند فرود آسفالت دارد و طول باند آن ۳۲۵۰ متر است. این فرودگاه در کشور ونزوئلا قرار دارد و در ارتفاع ۷۶ متری از سطح دریا واقع شده‌است.

## شرکت‌های هواپیمایی و مقصدهای پروازی
| شرکت‌های هواپیمایی | مقصدهای پروازی                            |
| ----------------- | ----------------------------------------- |
| Aserca Airlines   | سیمون بولیوار                             |
| کونویاسا          | سیمون بولیوار، دل کریبی سانتیاگو «مارینو» |
| Laser Airlines    | سیمون بولیوار                             |